# 頓別川
頓別川（とんべつがわ）は、北海道枝幸郡中頓別町・浜頓別町を流れオホーツク海に注ぐ二級河川。頓別川水系の本流である。

## 地理
中頓別町秋田の山麓に源を発し東へ流れ、浜頓別町市街地東方でオホーツク海へと注ぐ。

## 河川名の由来
アイヌ語名の「トウンペッ（to-un-pet）」（湖・の〔に入る〕・川）に由来する。これは河口で支流のクッチャロ川を介してクッチャロ湖の水が流れ込んでいることに由来するとされている。

## 流域の自治体
北海道
宗谷総合振興局枝幸郡中頓別町・浜頓別町

## 支流
河口側から記す。
- 豊寒別川
- クッチャロ川
- エポト川
- ウソタンナイ川
- 宇津内川
- 平賀内川
- 兵知安川
- 知駒内川